# Дифиоре, Лиз
Лиз ДиФио́ре (англ. Liz DiFiore) — новозеландский продюсер.

## Биография
Её родители были новозеландскими учёными, поэтому она очень много путешествовала в свои ранние годы, развивая интерес к кинематографу, создав свой первый фильм, когда ей было 17 лет. После создания нескольких короткометражных фильмов, в том числе «Играющий опоссум» с режиссёром Питером Салмоном. ДиФиоре хотела развивать таланты в новозеландском мире короткометражных фильмов, создавая пул директоров, которые могли бы участвовать в художественных фильмах вместе с ней. В 2001 году «Godzone Pictures» выбрали её исполнительным продюсером короткометражных фильмов для Комиссии Новой Зеландии по кино вместе с Питером Салмоном. ДиФиоре и Питер Салмон спродюсировали фильм «Closer», который был выбран участником Каннского кинофестиваля с режиссёром Дэвидом Ритти.
Она работала более чем над 50-ти местными и международными постановками, охватывающими такие жанры, как драма, реалити-шоу, документальный фильм и комедия.